# Saboteur!
Saboteur! (з англ. диверсант) — відеогра в жанрах пригодницький бойовик і платформер, розроблена Клайвом Таунсендом і випущена компанією Durell 1985 року на ZX Spectrum. Пізніше гру портовано на Amstrad CPC, Commodore 64, Commodore 16 та Plus/4.

## Ігровий процес
Гравець керує персонажем ніндзя, який пробирається в охоронюваний комплекс. Метою гри є:
- знайти дискету, до закінчення відведеного часу;
- виявити на складах бомбу і розчистити шляхи до втечі (для втечі використовується розташований на даху вертоліт, час на це не обмежено);
- закласти бомбу в «мозковий центр» комплексу;
- до вибуху бомби схопити дискету і добігти до вертольота.

У процесі гри можна підбирати та використовувати різні предмети — зокрема, каміння та зірочки, якими можна кидати у ворогів. Одночасно можна нести лише один предмет. Присутня смужка енергії, що заповнюється, поки ніндзя відпочиває.
На початку гри потрібно вибрати рівень складності. Від нього залежить:
- обмеження за часом;
- стан дверей (на перших двох всі відкриті; на вищих доводиться шукати Т-подібні пульти, що їх відкривають);
- розташування бомби;
- провали у підлозі. При цьому на високих рівнях складності навіть одне падіння в яму загрожує тим, що на нову спробу часу не вистачить.

## Оцінки та відгуки
Saboteur! захоплено зустріли багато критиків. Так, в огляді журналу Crash зазначено, що Saboteur! — «один із найкращих випусків для ZX Spectrum цього року» (1 of better releases on the Spectrum this year). C+VG схарактеризував гру словом «переможець». Saboteur! набула значного поширення і мала успіх у гравців. Гра займає 55-е місце у списку 100 найкращих ігор усіх часів за версією журналу Your Sinclair.

## Спадщина
1987 року вийшло продовження гри — Saboteur II: Avenging Angel.
У 1990-ті роки Таунсенд намагався зробити сиквел Saboteur III, але не довів до кінця. З'являлися спрайти для гри, що проходить на підводній базі, також заявляли, що це напрацювання для Saboteur III. На сайті RZX Archive гра з такою назвою є — маловідомий чеський текстовий квест.
2015 року вийшов ремейк для Nintendo Switch.